# Raimbeaucourt
Raimbeaucourt – miejscowość i gmina we Francji, w regionie Hauts-de-France, w departamencie Nord.
Według danych na rok 1990 gminę zamieszkiwało 4277 osób, a gęstość zaludnienia wynosiła 386 osób/km² (wśród 1549 gmin regionu Nord-Pas-de-Calais Raimbeaucourt plasuje się na 210. miejscu pod względem liczby ludności, natomiast pod względem powierzchni na miejscu 265.).